# Auletobius sanguisorbae
Auletobius sanguisorbae ist ein Käfer aus der Familie der Blattroller (Attelabidae), die zu den Rüsselkäfern (im weiteren Sinn) (Überfamilie Curculionoidea) gehören. Die Gattung Auletobius gehört zur Unterfamilie Rhynchitinae (Triebstecher) und wird als ursprünglicher, basaler Vertreter dieser Linie betrachtet. Selten wird für die Art der deutsche Name Wiesenknopf-Fruchtstecher verwendet. Wissenschaftliche Synonyme sind Auletobius congruus und Auletobius basilaris.

## Merkmale
Es handelt sich um eine kleine Käferart mit einer Körperlänge zwischen 2,5 und 3,4 Millimeter. Der gesamte Käfer einschließlich aller Körperanhänge ist schwarz gefärbt, nur die Mundwerkzeuge sind rötlich. Oft besitzen die Flügeldecken einen schwachen, blauen Metallschimmer, sie sind aber nicht kräftig metallisch gefärbt wie viele andere Rhynchitinae. Die gesamte Körperoberfläche ist mit feinen und dünnen, anliegenden braunen Haaren bedeckt, die aber unauffällig sind. Der Rüssel ist beim Männchen etwa so lang wie der Halsschild, beim Weibchen etwas länger, er ist gerade und wird nach vorne hin etwas breiter (erweitert). Die Antennen sind an der Rüsselbasis eingelenkt, sie sind relativ lang mit gegenüber der Fühlergeißel kaum erkennbar abgesetzter, langgestreckter Keule. Die auffallend großen Augen stehen halbkugelig aus der Kopfkontur vor. Der Halsschild (Pronotum) ist kurz und breit und an den Seiten gerundet mit feiner Mittelrinne. Die Flügeldecken (Elytren) sind ein wenig länger als breit mit in Aufsicht rechteckigem Umriss, sie sind nur wenig breiter als der Halsschild. Am Ende sind sie schwach verkürzt und lassen einen Teil des letzten Hinterleibstergits (Pygidium) unbedeckt. Der gesamte Körper glänzt schwach, Kopf und Halsschild sind dicht und grob, die Flügeldecken feiner punktiert, wobei die Punktierung der Flügeldecken mit Ausnahme eines Punktstreifens entlang der Naht keine Reihen erkennen lässt.

## Lebensweise
Soweit bekannt, ist die einzige Nähr- und Entwicklungspflanze der Art Großer Wiesenknopf (Sanguisorba officinalis, Rosaceae). Die Käfer werden meist an den Blütenköpfen gefunden. Es sind keine Einzelheiten zur Entwicklung der Larve oder zum Lebenszyklus bekannt, die Art entwickelt sich vermutlich innerhalb der Blütenköpfe (oder deren Knospen), Blattwickel oder -rollen werden nicht hergestellt. Die Art ist weitaus seltener als ihre noch moderat häufige Wirtspflanze und scheint ausgedehnte Flachmoor- oder Feuchtwiesenkomplexe zu benötigen. Käfer können in den Monaten Juni bis September beobachtet werden.

## Verbreitung
Das Verbreitungsgebiet der Art umfasst das östliche Europa und den Mittelmeerraum, sie kommt von hier aus nach Osten über Sibirien bis nach China und Japan vor. In Ostasien liegt das Verbreitungszentrum der Gattung, hier kommen zahlreiche weitere verwandte Arten vor. In Deutschland war die Art früher weit verbreitet, aber überall selten. Heute ist sie vom Aussterben bedroht. Im größten Teil ihres ehemaligen Verbreitungsgebiets ist sie hier bereits ausgestorben, so auch in Baden-Württemberg und in Sachsen-Anhalt. Aktuellere Funde liegen ausschließlich aus Bayern vor. Die Art ist aber auch hier vom Aussterben bedroht.